# Fernando Gaibor
Fernando Vicente Gaibor Orellana (Montalvo, 8 ottobre 1991) è un calciatore ecuadoriano, difensore o centrocampista dell'Alianza Lima.
In patria è stato soprannominato Dunga per via della somiglianza con l'ex calciatore brasiliano.

## Caratteristiche tecniche
Gioca prevalentemente in uno dei tre ruoli centrale del centrocampo a cinque, ma può disimpegnarsi come centrale a due accanto ad un mediano di rottura.

## Carriera

### Club
La sua carriera da calciatore inizia nel 2004 quando viene acquistato dall'Emelec per militare nelle varie divisioni giovanili del club di Guayaquil. Appena arrivato nel club viene schierato con il ruolo di attaccante ma, durante un torneo svoltosi in Brasile nel 2008, viene spostato al centro del centrocampo. Dopo tre anni, esattamente nel 2007, di militanza nella formazione primavera, entra a far parte nella prima squadra che milita nella Serie A ecuadoregna. Compie il suo debutto da calciatore professionista tre anni più tardi, esattamente il 6 febbraio nel match, conclusosi con un pareggio (1-1), contro il Deportivo Quito. Ottiene la sua prima ammonizione in carriera il 13 giugno 2010 durante il match perso contro il Barcelona. Il 27 novembre, durante il match contro l'Universidad Católica, concretizza due obiettivi: nella stessa partita mette a segno sia la sua prima rete da calciatore professionista, sia la sua prima doppietta in carriera.

### Nazionale
Nel 2011 viene convocato nell'Under-20 per prendere parte al campionato mondiale di calcio Under-20. Debutta con La Tricolor il 18 gennaio durante la partita contro la Colombia Under-20, conclusasi con il risultato di parità. A fine torneo colleziona otto presenze e nessuna rete segnata.
Viene convocato per la Copa América Centenario negli Stati Uniti.

## Palmarès

### Club

#### Competizioni nazionali
- Campionato ecuadoriano: 4

Emelec: 2013, 2014, 2015, 2017

#### Competizioni internazionali
- Coppa Sudamericana: 1

Independiente del Valle: 2022